# ショーン・ロング
ショーン・ロング（Shawn Long, 1993年1月29日 - ）は、アメリカ合衆国のプロバスケットボール選手。ルイジアナ州出身。ポジションはパワーフォワード、センター。

## 来歴
ルイジアナ大学ラファイエット校から2016年にNBAのフィラデルフィア・76ersと契約を結び、傘下のデラウェア・87ersにてDリーグでプレーし、Dリーグオールスターゲームにも選出された。2017年3月6日、10日間契約でトップ昇格を果たしNBAデビュー。
その後、中国、オーストラリア、韓国などを経て、2021年6月、レバンガ北海道と契約。
2023年6月、レバンガ北海道退団。大阪エヴェッサに移籍。
2024年7月15日、蔚山現代モービスフィバスへの復帰が発表された。

## 所属歴
- ルイジアナ大学ラファイエット校
- デラウェア・87ers（Dリーグ・2016-17年）
- フィラデルフィア・76ers（NBA・2017年）
- 新疆（中国CBA・2017年）
- デラウェア・87ers（Gリーグ・2017-18年）
- ニュージーランド (オーストラリアNBL・2018-19年）
- 貴州古霧堂茶（中国NBL・2019年)
- メルボルン（オーストラリアNBL・2019-20年）
- 蔚山現代 (韓国KBL・2020-21年）
- 北海道（2021年 - 2023年）
- 大阪（2023年 - ）